# Mamajev kurgan
Mamajev kurgan (ruski: Мамаев Курган) je brdo iznad Volgograda  (bivšeg Staljingrada).
Izvorni Mamajev kurgan bio je tatarski pogrebni humak visok 102 metara. Danas se na brdu nalazi memorijalni kompleks u čast sjećanja na Bitku za Staljingrad (od kolovoza 1942. do veljače 1943), koja se odigravala i na ovom uzvišenju. Ova bitka je bila odlučujuća u konačnoj sovjetskoj pobjedi nad silama osovine na istočnom frontu u Drugom svjetskom ratu. U vrijeme kada je bila završena 1967. statua Majke Domovine je bila najviši spomenik na svijetu i danas je jedan on najvećih. Na Mamajev Kurganu je sahranjen i Vasilij Čujkov koji je bio zapovjednik snaga Crvene armije u Staljingradskoj bitci, on je ujedno i prvi maršal SSSR-a koji je sahranjen izvan Moskve.
Memorijal je građen između 1959. i 1967. godine i okrunjen je velikom statuom Majke Domovine. Spomenik je dizajnirao Evgenij Vučetić a njegovo puno ime je „Majka Domovina zove“. Spomenik je visok je 52 metra ili 82 metra od stopala do vrha mača.
Cijela konstrukcija je izgrađena od betona osim mača koji je izgrađen od nehđajućeg čelika. Statua se održava na postolju pomoću svoje težine. Spomenik podsjeća na grčku boginju pobjede Niku.

## Vanjske poveznice
- Mamajev kurgan muzej u Volgogradu (rus.), (engl.), (njem.)